# 2NE1 (EP 2009)
2NE1 è l'EP di debutto del gruppo sudcoreano 2NE1, pubblicato l'8 luglio 2009 dalla YG Entertainment.

## Descrizione
Il disco contiene 7 tracce compreso il loro singolo di debutto, Fire, e il brano Lollipop, realizzato in collaborazione con i Big Bang.

## Tracce
1. Fire – 3:42 (Teddy Park)
2. I Don't Care – 3:58 (Teddy Park, Kush)
3. In the Club – 3:44 (Teddy Park, Kush)
4. Let's Go Party – 3:48 (Teddy Park, Kush, Masta Wu)
5. Pretty Boy – 3:25 (Teddy Park, Kush)
6. Stay Together – 3:44 (Teddy Park, Kush)

Traccia bonus digitale
1. Lollipop – 3:08 (Teddy Park)

## Classifiche
| Classifica (2010) | Posizione massima |
| ----------------- | ----------------- |
| Corea del Sud     | 3                 |